# پیوه‌پلاگو
پیوه‌پلاگو (به ایتالیایی: Pievepelago) یک کومونه در ایتالیا است که در استان مودنا واقع شده‌است. پیوه‌پلاگو ۷۶٫۵ کیلومتر مربع مساحت و ۲٬۳۳۵ نفر جمعیت دارد و ۷۰۱ متر بالاتر از سطح دریا واقع شده‌است.

## خواهرخوانده
شهر Mórahalom خواهرخواندهٔ پیوه‌پلاگو هست.